# 73 Pegasi
73 Pegasi är en orange jätte i stjärnbilden Pegasus.
73 Pegasi har visuell magnitud +5,62 och är synlig för blotta ögat vid god seeing. Den befinner sig på ett avstånd av ungefär 290 ljusår.